# Herb gminy Przywidz
Herb gminy Przywidz – symbol gminy Przywidz.

## Wygląd i symbolika
Herb przedstawia na tarczy owalnej dwudzielnej w pas otoczonej brązową obwódką postać białego łabędzia na polu ciemnoniebieskim. W górnej części tarczy pole ma kolor jasnoniebieski.